# مترابطة هندية
زيغنيما هندية (الاسم العلمي: Zygnema indicum) هو نوع من الطحالب الخضراء يتبع جنس الزيغنيما من فصيلة الزيغنيمية.